# Bulverde
Bulverde is een plaats (city) in de Amerikaanse staat Texas, en valt bestuurlijk gezien onder Comal County.

## Demografie
Bij de volkstelling in 2000 werd het aantal inwoners vastgesteld op 3761.
In 2006 is het aantal inwoners door het United States Census Bureau geschat op 4608, een stijging van 847 (22,5%).

## Geografie
Volgens het United States Census Bureau beslaat de plaats een oppervlakte van
19,7 km², geheel bestaande uit land. Bulverde ligt op ongeveer 333 m boven zeeniveau.

## Plaatsen in de nabije omgeving
De onderstaande figuur toont nabijgelegen plaatsen in een straal van 20 km rond Bulverde.